# Vespa arabica
Vespa arabica är en getingart som beskrevs av Giordani Soika 1957. Vespa arabica ingår i släktet bålgetingar, och familjen getingar. Inga underarter finns listade i Catalogue of Life.